# Blauer Kölner (Apfel)
Der Blaue Kölner ist eine Sorte des Kulturapfels (Malus domestica), die seit den 1950er Jahren vor allem in privaten Gärten im Rheinland angepflanzt wird.

## Geschichte
Züchter der Sorte war Diedrich Uhlhorn junior aus Grevenbroich, der schon die Apfelsorten Zuccalmaglios Renette und Freiherr von Berlepsch auf den Markt gebracht hatte. Aus welchen Sorten er den Blauen Kölner in den 1890er Jahren gezüchtet hat, ist unbekannt. Man vermutet darunter die nordamerikanische Sorte McIntosh, mit der der Blaue Kölner mitunter verwechselt wird.
Uhlhorn brachte die Sorte selbst nicht mehr auf den Markt. Das Vermehrungsmaterial wurde nach seinem Tod in der 1900 von Julius Hönings gegründeten Baumschule in Neuss aufbewahrt. Ab 1955 pflanzte Peter Nicolin, Besitzer einer Baumschule in Grevenbroich, Apfelbäume dieser Sorte in Köln und Umgebung und gab der Frucht auch ihren Namen Blauer Kölner. Da Nicolin geschäftlich in Richtung Köln orientiert war, taufte er die Sorte Kölner und fügte das Attribut blau als Anspielung auf die Farbe der Äpfel hinzu, vermutet wird aber auch eine „ironische Anspielung auf den Karneval“ oder auf die gleichnamige Rebsorte.

## Beschreibung

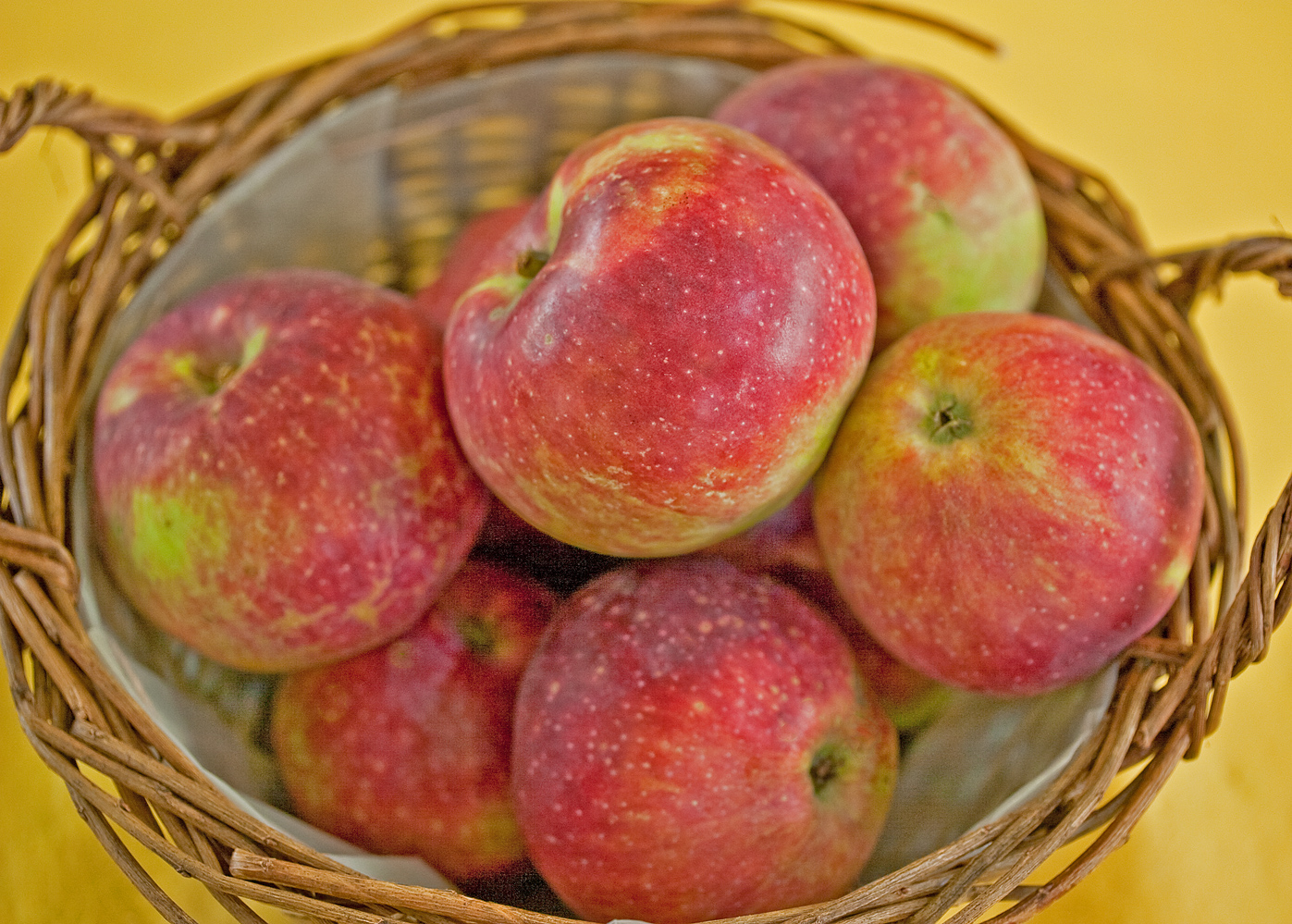
Blaue Kölner ohne Wachsschicht

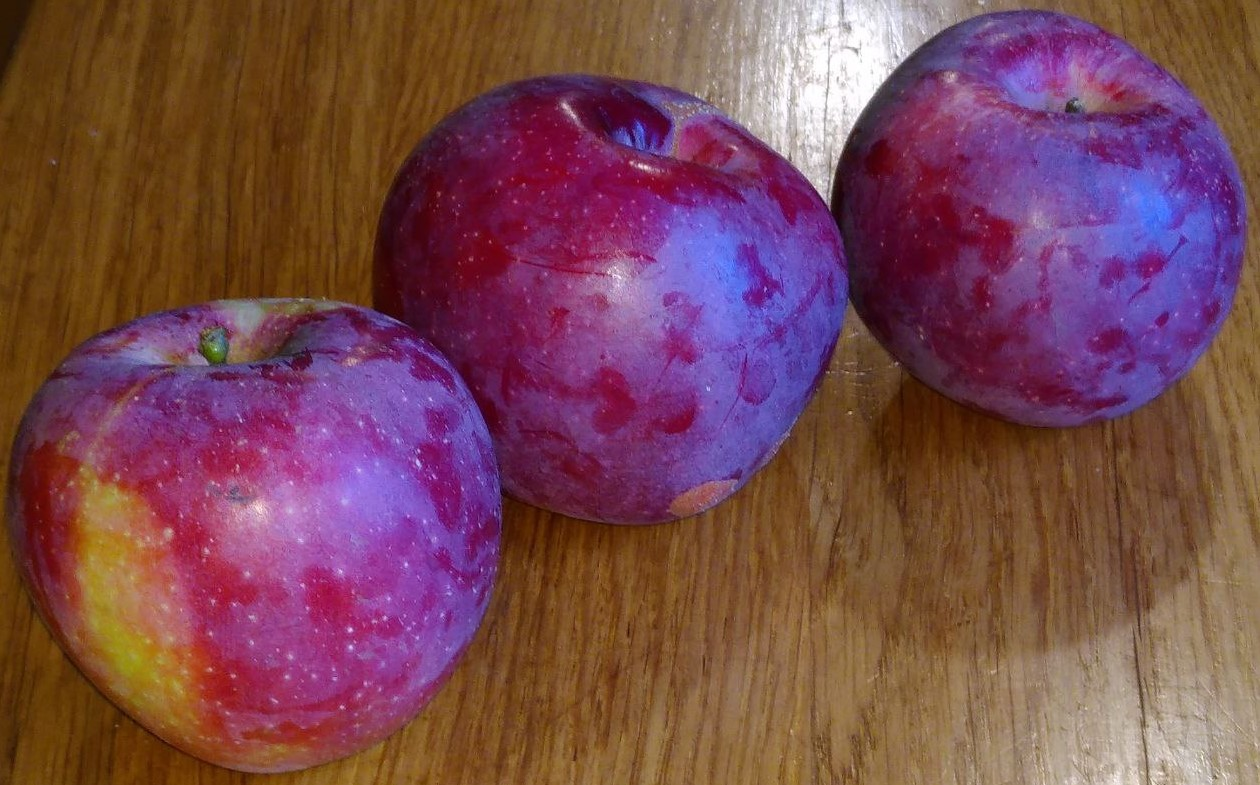
Blaue Kölner mit Wachsschicht

Der Apfel ist mittelgroß, abgerundet kegel-förmig, breit und insgesamt etwas kantig. Er besitzt eine natürliche Wachsschicht, die ihn blau schimmern lässt. Wird die Wachsschicht abgerieben, ist der Apfel rot. Das Fruchtfleisch ist gelblich-weiß mit rötlichen Ädern. Die Sorte ist ein guter Befruchter für andere Apfelsorten.
Die Blauen Kölner werden Mitte bis Ende Oktober geerntet und sind bis in den Februar lagerbar. Die Früchte schmecken mildsüß-aromatisch und sind deshalb hauptsächlich für den Frischverzehr, weniger für Apfelmus oder Apfelkuchen geeignet.
Da die Bäume einen schwachen Wuchs haben, werden sie vor allem in Privatgärten angepflanzt.

## Forschungsprojekt
Als „lokal bedeutsame Obstsorte“ war der Blaue Kölner Gegenstand eines Projekts des Landschaftsverbands Rheinland. Danach sind Altbäume aus dem Rhein-Kreis Neuss, dem Rhein-Erft-Kreis und den Regionen Aachen sowie Köln bekannt.